# Mhudi
 (juillet 2024).
La mise en forme du texte ne suit pas les recommandations de Wikipédia : il faut le « wikifier ».
Les points d'amélioration suivants sont les cas les plus fréquents. Le détail des points à revoir est peut-être précisé sur la page de discussion.
- Les titres sont pré-formatés par le logiciel. Ils ne sont ni en capitales, ni en gras.
- Le texte ne doit pas être écrit en capitales (les noms de famille non plus), ni en gras, ni en italique, ni en « petit »…
- Le gras n'est utilisé que pour surligner le titre de l'article dans l'introduction, une seule fois.
- L'italique est rarement utilisé : mots en langue étrangère, titres d'œuvres, noms de bateaux, etc.
- Les citations ne sont pas en italique mais en corps de texte normal. Elles sont entourées par des guillemets français : « et ».
- Les listes à puces sont à éviter, des paragraphes rédigés étant largement préférés. Les tableaux sont à réserver à la présentation de données structurées (résultats, etc.).
- Les appels de note de bas de page (petits chiffres en exposant, introduits par l'outil «  Source ») sont à placer entre la fin de phrase et le point final[comme ça].
- Les liens internes (vers d'autres articles de Wikipédia) sont à choisir avec parcimonie. Créez des liens vers des articles approfondissant le sujet. Les termes génériques sans rapport avec le sujet sont à éviter, ainsi que les répétitions de liens vers un même terme.
- Les liens externes sont à placer uniquement dans une section « Liens externes », à la fin de l'article. Ces liens sont à choisir avec parcimonie suivant les règles définies. Si un lien sert de source à l'article, son insertion dans le texte est à faire par les notes de bas de page.
- La présentation des références doit suivre les conventions bibliographiques. Il est recommandé d'utiliser les modèles {{Ouvrage}}, {{Chapitre}}, {{Article}}, {{Lien web}} et/ou {{Bibliographie}}. Le mode d'édition visuel peut mettre en forme automatiquement les références.
- Insérer une infobox (cadre d'informations à droite) n'est pas obligatoire pour parachever la mise en page.

Pour une aide détaillée, merci de consulter Aide:Wikification.
Si vous pensez que ces points ont été résolus, vous pouvez retirer ce bandeau et améliorer la mise en forme d'un autre article.
Mhudi : une épopée de la vie des autochtones sud-africains il y a cent ans est un roman sud-africain de Sol Plaatje publié pour la première fois en 1930 et le premier roman d'un Africain noir publié en anglais. Le roman a été réédité à plusieurs reprises par la suite, notamment dans la série influente Heinemann African Writers Series.
Le roman est un roman historique politique qui explore le développement du royaume de Traansval, dirigé par le Matabeleland. Le roman a été initialement terminé en 1920, mais Plaatje n'a pas pu le faire publier. Le roman réinvente le récit historique eurocentrique standard, qui soutenait l’apartheid et son infrastructure raciste[réf. nécessaire].
Plaatje a décrit le roman comme une romance, en le comparant aux romans zoulous de H. Rider Haggard.

## Lectures complémentaires
- Johnson, « Literature for the rainbow nation: The case of sol Plaatje's Mhudi », Journal of Literary Studies, vol. 10, nos 3–4,‎ 1er décembre 1994, p. 345–358 (ISSN 0256-4718, DOI 10.1080/02564719408530088)
- Laura Chrisman, Rereading the Imperial Romance: British Imperialism and South African Resistance in Haggard, Schreiner, and Plaatje, Oxford Scholarship Online, 2000, 187–208 p. (ISBN 9780198122999, DOI 10.1093/acprof:oso/9780198122999.003.0009), « Complex Relations: African Nationalism, Imperialism, and Form in Mhudi »